# Sexualbrottsutredningen
Sexualbrottsutredningen var en svensk statlig kommitté som tillsattes för att ge förslag på ny sexualbrottslagstiftning. Den tillsattes 1971 och avslutades 1976, då man lade fram en rad sexliberala förslag. Kritiken mot dessa var hård från både kvinnorörelsen och den borgerliga oppositionen, och det hela resulterade i 1977 års sexualbrottskommitté.

## Historik

### Bakgrund
Den tillsattes år 1971 av Regeringen Palme I på initiativ av justitieminister Lennart Geijer. Tanken var att den nya sexualbrottsutredningen skulle förhålla sig till samhällets förändrade syn på sexualitet som vid tidpunkten genomsyrades av en stark sexualliberal anda. Fokus låg på straffbestämmelserna kring sexuella övergrepp och skyddet för minderåriga.

### Förslag
Kommitténs betänkande Sexuella övergrepp: förslag till ny lydelse av brottsbalkens bestämmelser om sedlighetsbrott kom till år 1976 (SOU 1976:9). Kommittén, som leddes av hovrättspresidenten Björn Kjellin, bestod av en kvinna och sju män. Den ville med sitt lagförslag avdramatisera samhällets syn på sexualitet och förmildra synen på sexuella övergrepp. Förslagen innebar bland annat att avskaffa begreppet våldtäkt vid "normalfall" av sexuella övergrepp och minska straffen till mindre än hälften jämfört med tidigare. Dessutom skulle offrets handlingar före övergreppet tas i bedömning och vara av betydelse vid straffmätningen (SOU 1976:9).
Ytterligare ett förslag var att legalisera incest mellan vuxna och sänka straffen för incest och andra sexuella övergrepp mot barn. Incestrelationer föreslogs även att bli straffria så länge inte barn var inblandade. Vidare skulle förbudet mot sexuellt umgänge med barn sänkas från 15 år till 14 år med hänsyn till deras tidiga mognad.

### Resultat och kritik
Utredningen och dess lagförslag möttes av en omfattande kritik både från kvinnorörelsen och de borgerliga partierna. Efter det borgerliga maktskiftet 1976 valde Regeringen Fälldin I att inte gå vidare med utredningens förslag. En ny utredning, Sexualbrottskommittén, tillsattes 1977.
Kvinnorörelsen slöt sig samman mot Sexualbrottsutredningens förslag och kan betraktas som grunden till brottsofferdiskursen i Sverige. Kritikerna bestod bland annat av 15 kvinnoorganisationer som tillsammans krävde att Sexualbrottsutredningen skulle läggas ned. Kritiken bestod i ett hävdande att lagförslaget präglades av en "manlig, kvinnofientlig syn på sexualitet" och ett av kraven var att en helt ny utredning skulle tillsättas, där kvinnor och det feministiska perspektivet, skulle vara mer framträdande.
Maria-Pia Boëthius var en av de mer framträdande kritikerna. Hon hävdade i sin debattbok Skylla sig själv utgiven år 1976 att sexuellt våld mot närstående konsekvent ges förmildrande omständigheter i politiska sammanhang, och att kvinnan konsekvent framställs som den som i slutänden är ansvarig för de övergrepp som begås mot henne. Hon skriver: "I realiteten innebär sexualbrottsutredningens förslag att kvinnans frihet blir ytterligare beskuren och att manliga myter om 'det sexuella spelets regler' och ”sexuell atmosfär” skrivs in i den svenska lagen".

## I populärkulturen
Musikgruppen Röda Bönor sågade utredningen i sin låt "Sången om sexualmyterna" (utgiven 1978, text: Gunilla Szemenkár, musik: Kaya Ålander).